# Liste der Biografien/Manj
Liste der Biografien |
Portal Biografien |
Personensuche
# |
A |
B |
C |
D |
E |
F |
G |
H |
I |
J |
K |
L |
M |
N |
O |
P |
Q |
R |
S |
T |
U |
V |
W |
X |
Y |
Z |
?
 
Ma |
Mb |
Mc |
Md |
Me |
Mf |
Mg |
Mh |
Mi |
Mj |
Mk |
Ml |
Mm |
Mn |
Mo |
Mp |
Mq |
Mr |
Ms |
Mt |
Mu |
Mv |
Mw |
Mx |
My |
Mz
 
Maa |
Mab |
Mac |
Mad |
Mae |
Maf |
Mag |
Mah |
Mai |
Maj |
Mak |
Mal |
Mam |
Man |
Mao |
Map |
Maq |
Mar |
Mas |
Mat |
Mau |
Mav |
Maw |
Max |
May |
Maz
 
Mana |
Manb |
Manc |
Mand |
Mane |
Manf |
Mang |
Manh |
Mani |
Manj |
Mank |
Manl |
Mann |
Mano |
Manp |
Manq |
Manr |
Mans |
Mant |
Manu |
Manv |
Manw |
Many |
Manz
Die Liste der Biografien führt alle Personen auf, die in der deutschsprachigen Wikipedia einen Artikel haben. Dieses ist eine Teilliste mit 17 Einträgen von Personen, deren Namen mit den Buchstaben „Manj“ beginnt.

## Manj

### Manja
- Manja, Karl-Heinz (1922–2012), deutscher Fußballspieler
- Manja, Kurt (1920–1993), deutscher Fußballspieler
- Manjackal, James (* 1946), indischer römisch-katholischer Ordenspriester und Charismatiker
- Manjaly, Raphy (* 1958), indischer Geistlicher und römisch-katholischer Erzbischof von Agra
- Manjani, Mirela (* 1976), griechische Speerwerferin albanischer Herkunft
- Manjani, Ylli, albanischer Jurist und Politiker
- Manjarrez Moreno, Héctor Cruz (* 1921), mexikanischer Botschafter

### Manjh
- Manjhi, Dashrath (1934–2007), indischer StraßenbaupionierDashrath Manjhi (1934–2007)

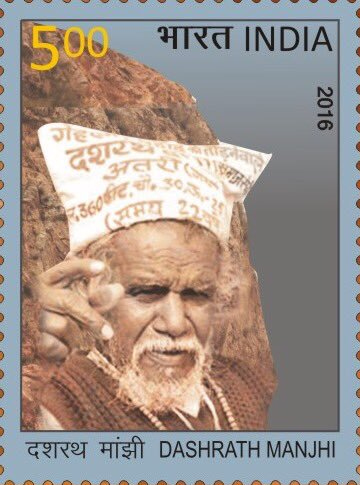
Dashrath Manjhi (1934–2007)

### Manji
- Manji, Irshad (* 1968), kanadische Autorin, Journalistin und Aktivistin gegen den radikalen Islamismus
- Manji, Mohamed (* 1951), tansanischer Hockeyspieler

### Manjo
- Manjoo, Farhad (* 1978), US-amerikanischer Journalist

### Manju
- Manju, N. S. (* 1987), indischer Fußballspieler
- Manjukowa, Jewgenija Alexandrowna (* 1968), russische Tennisspielerin
- Manjunath, B. C. (* 1976), indischer Mridangamspieler
- Manjunatha, Arpitha (* 1993), indische Hürdenläuferin
- Manjurowa, Güsel (* 1978), russisch-kasachische Ringerin
- Manjushrimitra, indischer Frühbuddhist und Mahayana-Gelehrter